# Onychodactylus
Onychodactylus là một chi động vật lưỡng cư trong họ Hynobiidae, thuộc bộ Caudata. Chi này có 2 loài và không bị đe dọa tuyệt chủng.
Các loài trong chi này sinh sống ở Nga, Trung Hoa, bán đảo Triều Tiên và Nhật Bản.

## Các loài
- Onychodactylus fischeri (Boulenger, 1886)
- Onychodactylus japonicus (Houttuyn, 1782)

## Hình ảnh

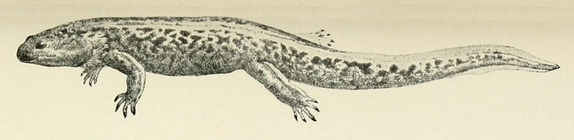